# West Gate
West Gate és una concentració de població designada pel cens dels Estats Units a l'estat de Virgínia. Segons el cens del 2000 tenia 7.493 habitants.

## Demografia
Segons el cens del 2000, West Gate tenia 7.493 habitants, 2.473 habitatges, i 1.706 famílies. La densitat de població era de 2.472,7 habitants per km².
Dels 2.473 habitatges en un 38,8% hi vivien nens de menys de 18 anys, en un 49,6% hi vivien parelles casades, en un 13,3% dones solteres, i en un 31% no eren unitats familiars. En el 23,1% dels habitatges hi vivien persones soles el 7,8% de les quals corresponia a persones de 65 anys o més que vivien soles. El nombre mitjà de persones vivint en cada habitatge era de 3,03 i el nombre mitjà de persones que vivien en cada família era de 3,53.
Per edats la població es repartia de la següent manera: un 29,2% tenia menys de 18 anys, un 11% entre 18 i 24, un 36,3% entre 25 i 44, un 16,5% de 45 a 60 i un 6,8% 65 anys o més.
L'edat mediana era de 30 anys. Per cada 100 dones de 18 o més anys hi havia 102,3 homes.
La renda mediana per habitatge era de 48.242 $ i la renda mediana per família de 49.675 $. Els homes tenien una renda mediana de 32.180 $ mentre que les dones 26.043 $. La renda per capita de la població era de 19.031 $. Entorn del 3,3% de les famílies i el 6,6% de la població estaven per davall del llindar de pobresa.

## Poblacions més properes
El següent diagrama mostra les poblacions més properes.